# Gadget (informatica)
In informatica, un gadget è un programma fruibile dall'utente tramite un'icona, di maggiori dimensioni di quelle relativi ai semplici collegamenti.
L'applicazione può essere anche interattiva nel senso che l'utente può immettere dei comandi. Il gadget (spesso assume denominazioni specifiche quali «widget») è visualizzato sul desktop di un computer fisso oppure sulle schermate di un dispositivo mobile.